# Myene jezik
Myene jezik (ISO 639-3: mye; omyene, pangwe), nigersko-kongoanski jezik kojm govori skupina plemena u Gabonu u provincijama Ogooue-Maritime i Middle Ogooue; svako pleme sa svojim vlastitim dijalektom. Populacija iznosi 46 700 (2000), od toga 1 000 do 2 000 Dyumba, 1 000 to 5 000 Enenga, 2 000 do 11 000 Galwa, 1 000 do 4 000 Mpongwe, 10 000 Orungu, 20 000 Nkomi.
Myene čini posebnu podskupinu Myene (B.10), čiji je jedini predstavnik i dio je šire skupine sjeverozapadnih bantu jezika u zoni B. U upottrebi je i fang [fan]; pismo latinica.
Dijalekti: ajumba (dyumba, adyumba, adjumba) sjeverno od Lambarene; enenga, sjeveroistočno od Lambarene; galwa (galoa, galua, galloa, omyene), Lambarene i zapadno; mpongwe (mpungwe, npongwe, pongoué, mpongoué, npongué), na obje obale esturija Gabon, južno od Libreville; nkomi (n’komi), na obali jugoistočno od Port Gentila; orungu (rongo, rungu).

## Vanjske poveznice
- Ethnologue (14th)
- Ethnologue (15th)